# Estació de Martorell Central
Martorell Central és un intercanviador ferroviari situat a la població de Martorell, a la comarca del Baix Llobregat. L'estació de Rodalies, anteriorment anomenada Martorell, és propietat d'Adif i es troba a la línia Barcelona-Martorell-Vilafranca-Tarragona per on circulen trens de la línia R4 i R8 de Rodalies de Catalunya operat per Renfe Operadora. L'estació de Ferrocarrils de la Generalitat de Catalunya (FGC) forma part de la línia Llobregat-Anoia per on passen trens de les línies S4, S8, R5, R50, R6 i R60.

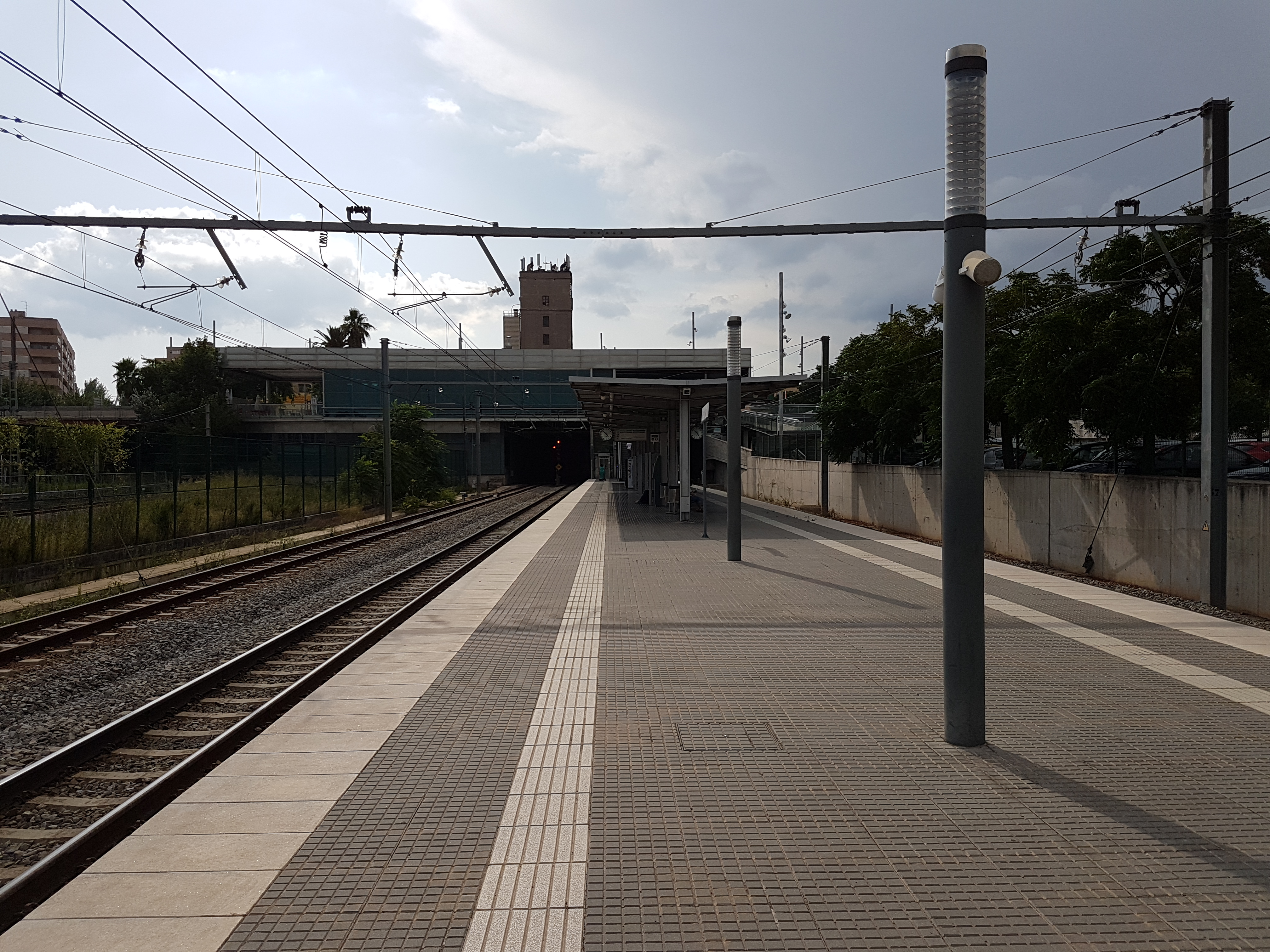
L'estació de FGC (línies S4,S8,R5-R50 i R6-R60)

És l'estació central de Martorell, encara que no és l'única, ja que n'hi ha dues més de FGC, Martorell-Enllaç i Martorell Vila | Castellbisbal. L'any 2016, l'estació de Rodalies va registrar l'entrada de 1.456.000 passatgers. L'estació de Ferrocarrils de la Generalitat de Catalunya va registrar-ne 413.714.

## Història
L'estació d'Adif de la línia de Vilafranca va entrar en servei l'any 1859 quan es va obrir un petit tram entre l'estació provisional de Martorell a l'altra banda del riu Llobregat i l'actual. El primer tren va arribar a Martorell l'any 1856 quan es va obrir la línia entre Molins de Rei i l'estació provisional.
L'actual estació de FGC es va inaugurar el 21 de maig de 2007, però antigament ja havia existit una estació on està l'actual, però posteriorment es va variar el traçat per Martorell i va desaparèixer, però amb la construcció de la línia d'alta velocitat entre Barcelona i Madrid es va tornar a variar el traçat i es va construir l'estació actual.
El 9 de maig de 2022 l'estació d'Adif va també anomenar-se Martorell Central, harmonitzant el nom amb l'estació de FGC.
El 20 de juny de 2024 es va ampliar l'aparcament de l'estació de FGC amb un edifici de 4 plantes, sobre part de l'aparcament a l'aire lliure.

## Serveis ferroviaris
| Procedència/Destinació                                 | <                               | Línia            | >                      | Procedència/Destinació            |
| ------------------------------------------------------ | ------------------------------- | ---------------- | ---------------------- | --------------------------------- |
| Línia Llobregat-Anoia de FGC                           |                                 |                  |                        |                                   |
| Barcelona - Pl. Espanya                                | Martorell Vila \| Castellbisbal |                  | Martorell-Enllaç       | Olesa de Montserrat               |
| Barcelona - Pl. Espanya                                | Martorell Vila \| Castellbisbal | Martorell-Enllaç | Martorell-Enllaç       |                                   |
| Barcelona - Pl. Espanya                                | El Palau                        |                  | Martorell-Enllaç       | Manresa-Baixador                  |
| Barcelona - Pl. Espanya                                | El Palau                        | Igualada         | Martorell-Enllaç       |                                   |
| Barcelona - Pl. Espanya                                | Sant Andreu de la Barca         |                  | Abrera                 | Manresa-Baixador                  |
| Barcelona - Pl. Espanya                                | Sant Andreu de la Barca         |                  | Sant Esteve Sesrovires | Igualada                          |
| Rodalia de Barcelona                                   |                                 |                  |                        |                                   |
| terminal Vilafranca del Penedès Sant Vicenç de Calders | Gelida Martorell Oest           |                  | Castellbisbal          | Terrassa Estació del Nord Manresa |
| terminal                                               | terminal                        |                  | Castellbisbal          | Granollers Centre                 |

## Galeria d'imatges

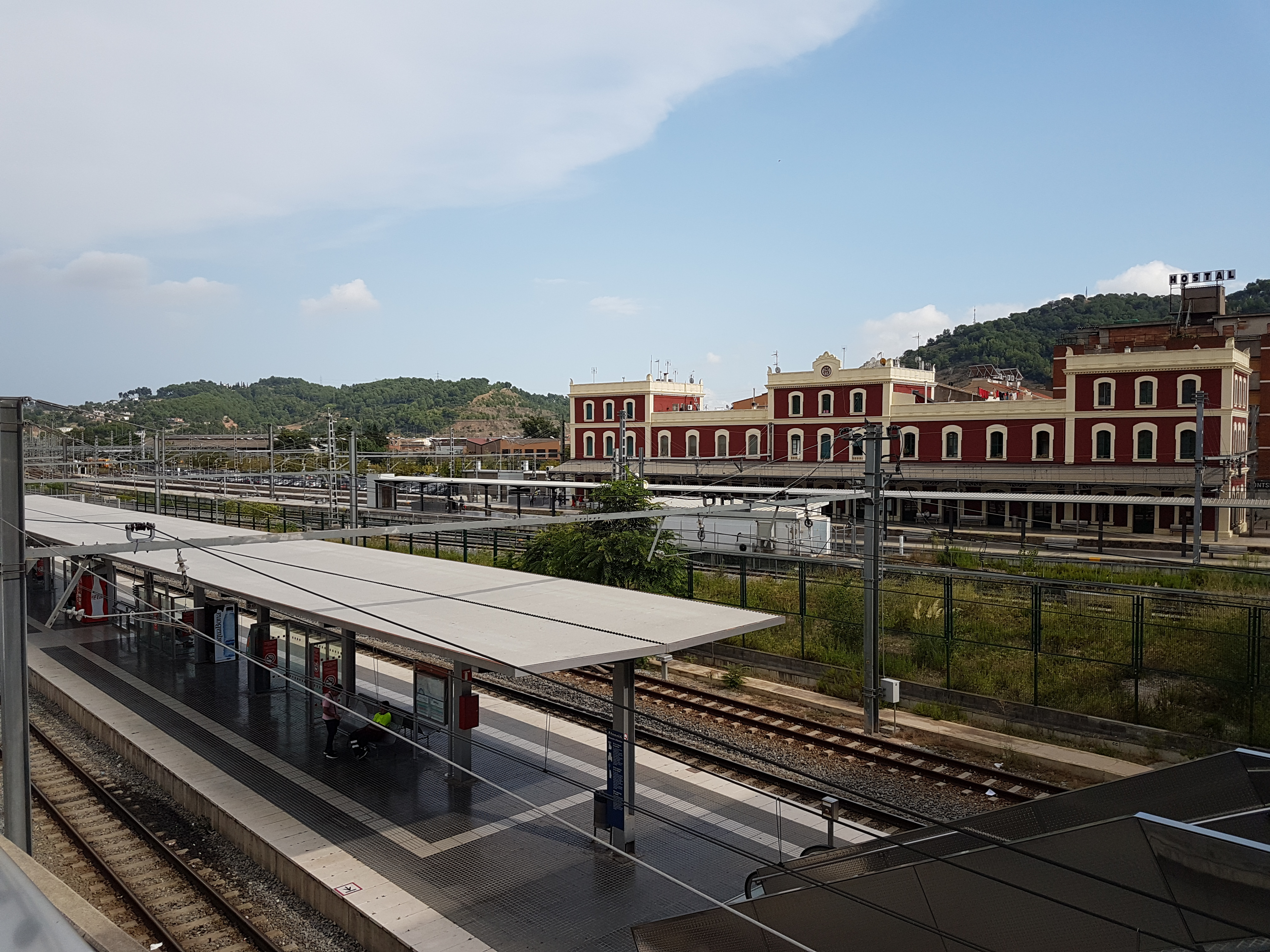
L'estació de Martorell Central de FGC en primer terme i l'estació de Martorell d'Adif en segon terme
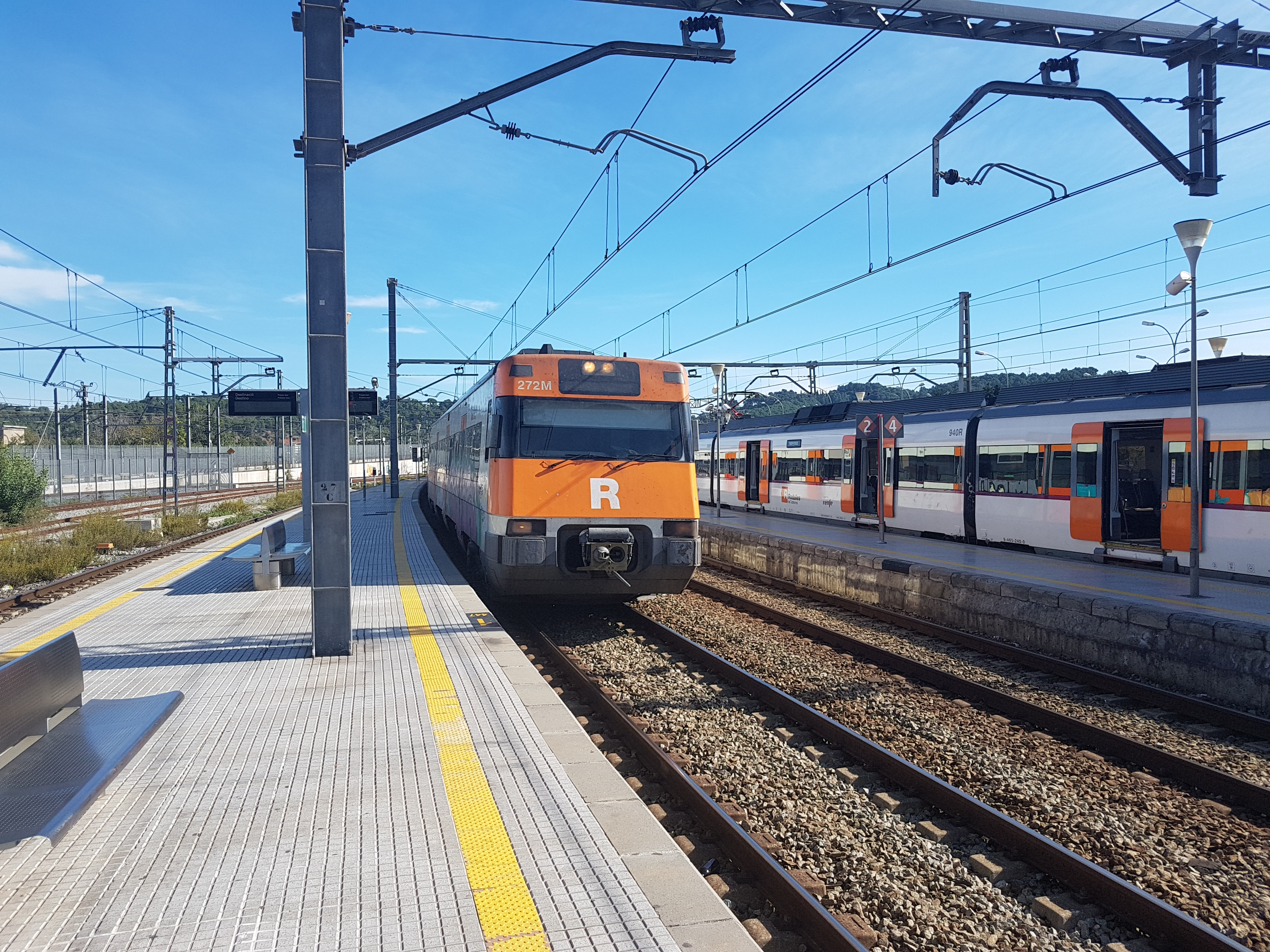
R4 destinació Sant Vicenç de Calders
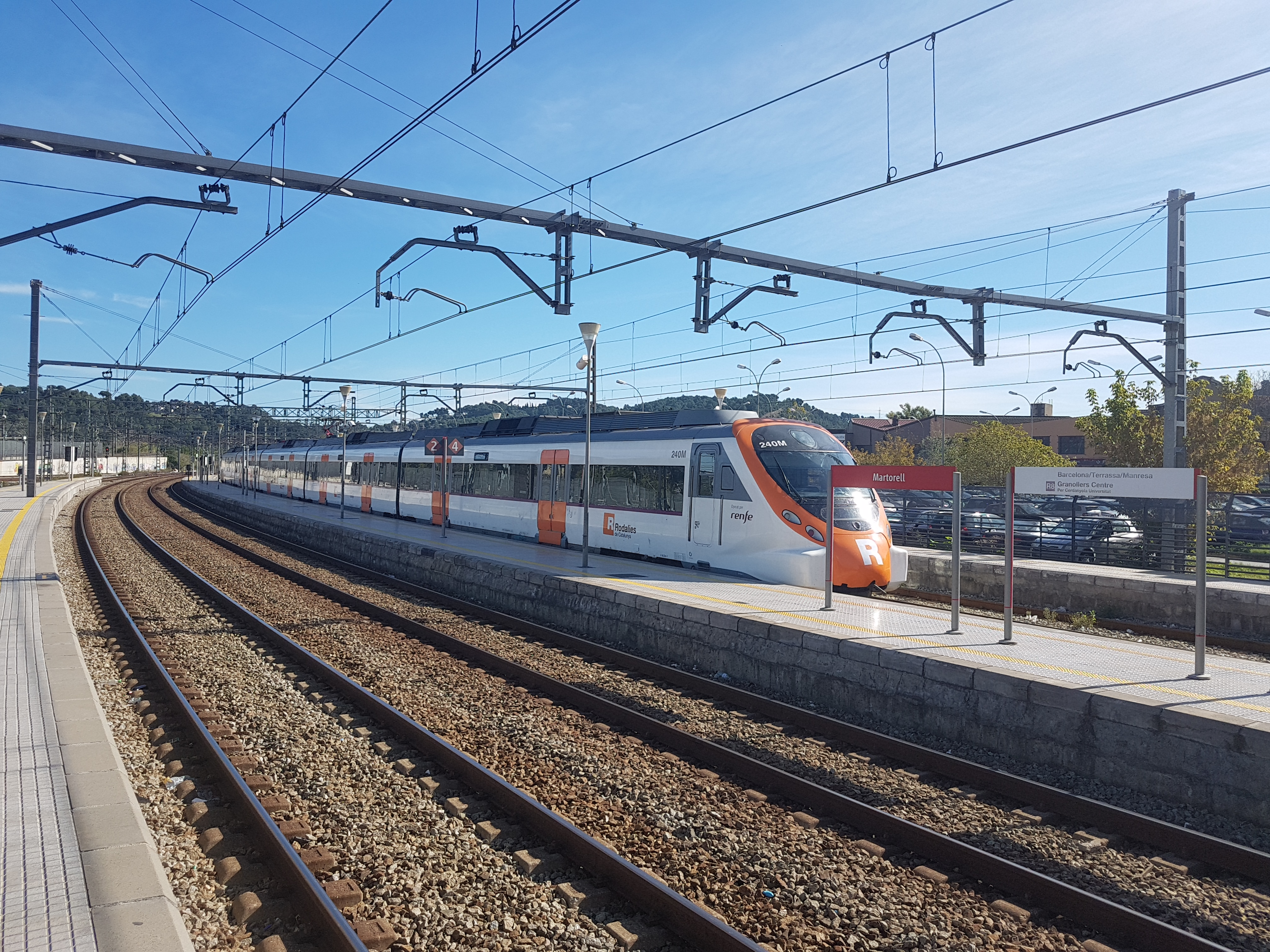
R8 destinació Granollers
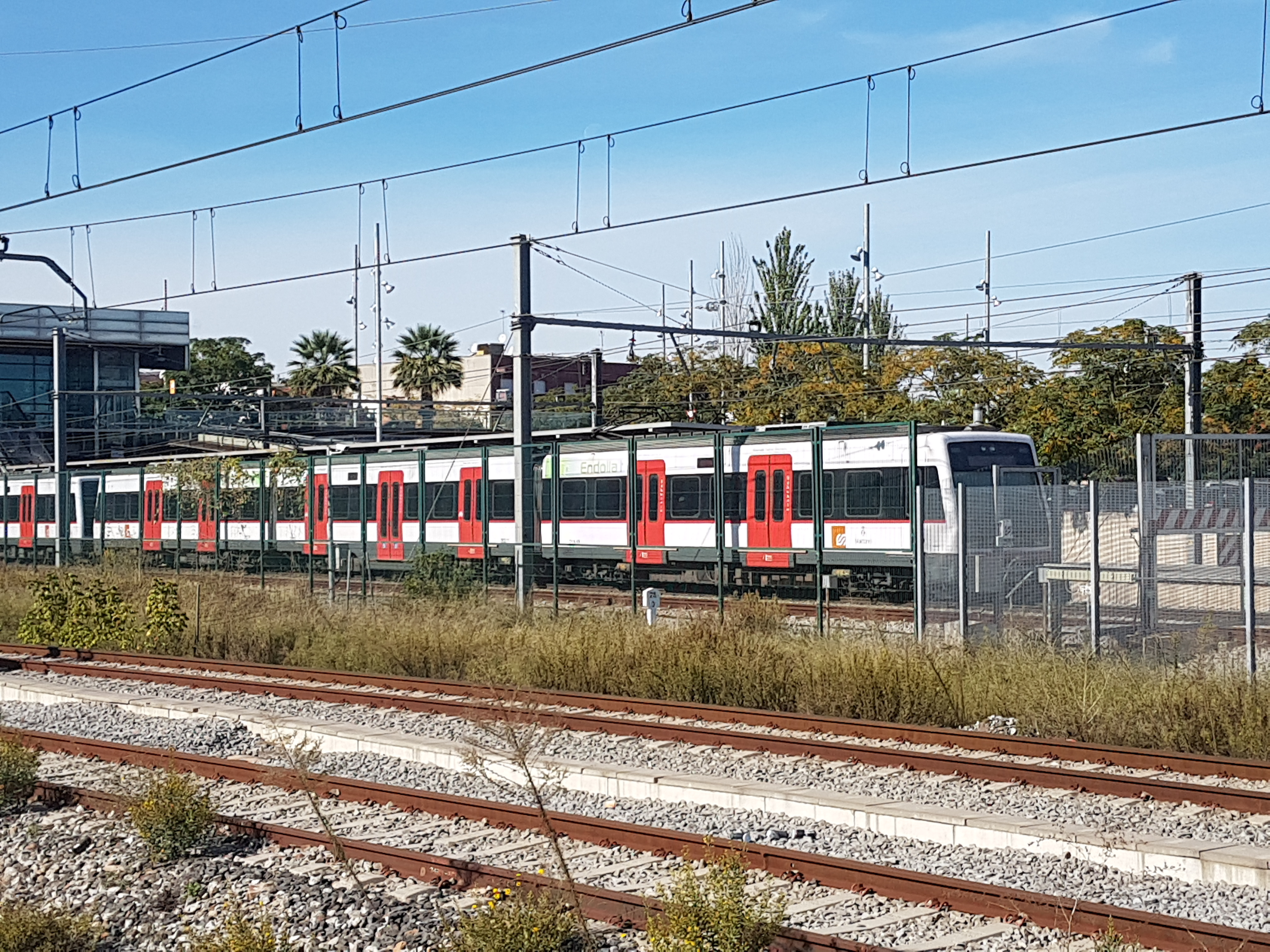
R5 destinació Barcelona Plaça Espanya